# Voskresenski (Rusia)
Voskresenski (del ruso: Воскресенский) es un jútor del ókrug urbano de la ciudad-balneario de Anapa del krai de Krasnodar, en el sur de Rusia. Está situado en la orilla izquierda del arroyo Tsybanova, que desemboca en el mar Negro, 8 km al norte de la ciudad de Anapa y 130 km al oeste de Krasnodar. Tenía 954 habitantes en 2010.
Pertenece al municipio rural Primórskoye.

## Transporte
Por la localidad pasa la carretera federal M25 Novorosíisk-Puerto Kavkaz.